# 유럽 고속도로 981호선
유럽 고속도로 981호선(European route E981)은 튀르키예의 아피온카라히사르에서 포잔티까지 이르는 B-클래스급 고속도로로, 총 연장은 402 km이다. 통과하고 있는 곳은 튀르키예가 유일하다.

## 경로
- 튀르키예
  - 아피온카라히사르 - 코니아 - 악사라이 - 포잔티(영어판)